# Kevin Quejada
Kevin Stiven Quejada Lasso (Jamundí, Colombia; 15 de octubre de 2002) es un futbolista colombiano. Juega de delantero y su equipo actual es Cúcuta Deportivo de la Categoría Primera B de Colombia.

## Trayectoria
Quejada se incorporó a las inferiores del Grêmio brasileño en 2020 proveniente del Club Fútbol Paz del Valle del Cauca. Su primera experiencia profesional fue durante el Campeonato Gaucho 2022, donde fue cedido al São José. Ese mismo año, debutó en el primer equipo del Grêmio el 14 de abril ante el Chapecoense por la Serie B.
De cara a la temporada 2023, el colombiano fue cedido al Barracas Central de la Primera División de Argentina.
El 1 de agosto se convirtió en jugador de Llaneros Fútbol Club, de la Categoría Primera B.

## Estadísticas

### Clubes
Actualizado al último partido disputado el 7 de agosto de 2022
| Club                       | Div.          | Temporada     | Liga  | Liga  | Estatal | Estatal | Copas nacionales | Copas nacionales | Copas internacionales | Copas internacionales | Total | Total |
| Club                       | Div.          | Temporada     | Part. | Goles | Part.   | Goles   | Part.            | Goles            | Part.                 | Goles                 | Part. | Goles |
| -------------------------- | ------------- | ------------- | ----- | ----- | ------- | ------- | ---------------- | ---------------- | --------------------- | --------------------- | ----- | ----- |
| São José RS · Brasil       | 3.ª           | 2022          | —     | —     | 9       | 1       | —                | —                | —                     | —                     | 9     | 1     |
| São José RS · Brasil       | Total club    | Total club    | 0     | 0     | 9       | 1       | 0                | 0                | 0                     | 0                     | 9     | 1     |
| Grêmio · Brasil            | 2.ª           | 2022          | 1     | 0     | —       | —       | —                | —                | —                     | —                     | 1     | 0     |
| Grêmio · Brasil            | Total club    | Total club    | 1     | 0     | 0       | 0       | 0                | 0                | 0                     | 0                     | 1     | 0     |
| Barracas Central Argentina | 1.ª           | 2023          | 3     | 0     | —       | —       | 0                | 0                | —                     | —                     | 3     | 0     |
| Barracas Central Argentina | Total club    | Total club    | 3     | 0     | 0       | 0       | 0                | 0                | 0                     | 0                     | 3     | 0     |
| Total carrera              | Total carrera | Total carrera | 4     | 0     | 9       | 1       | 0                | 0                | 0                     | 0                     | 13    | 1     |